# Битва за Кинду
Битва за Кинду — эпизод Второй конголезской войны, в ходе которого 3-10 октября 1998 разразилась ожесточённая битва за стратегический город Кинду в центральном Конго между РКД (3500 мятежников из бригады Артура Мулунды) и обороняющими город правительственными войсками, которых поддерживали экспедиционные силы Судана и Чада. Город оборонялся 7 дней и его потеря явилась тяжёлым поражением для правительственных сил. После падения город пережил налёты ангольской и зимбабвийской авиации, которые привели к росту числа беженцев

## Значение
Взятие Кинду открыло мятежникам путь к алмазным копям Мбужи-Майи и к второй южной столице Конго Лубумбаши